# .bl
.bl este un domeniu de nivel superior (ccTLD) care urma să fie creat pentru Saint Barthélemy, în urma deciziei din 21 septembrie 2007 a agenției de întreținere ISO 3166 de a aloca BL drept cod ISO 3166-1 alfa-2⁠(d) pentru Sfântul Bartolomeu. Această decizie a venit după ce Saint Barthélemy a devenit colectivitate de peste mări a Franței, schimbare care a intrat în vigoare la 15 iulie 2007. În prezent, Saint Barthélemy folosește ccTLD-ul Guadelupei, .gp, și ccTLD-ul Franței, .fr.